# Materialismen och empiriokriticismen

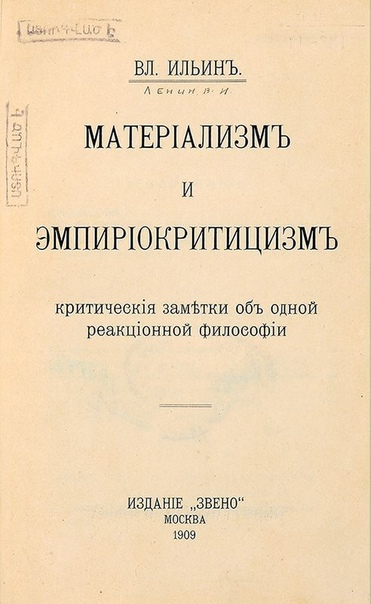
Första ryska upplagan av Materialismen och empiriokriticismen från 1909.

Materialismen och empiriokriticismen (ryska: Материализм и эмпириокритицизм, Materializm i empiriokrititsizm) är ett verk skrivet av Vladimir Lenin 1908 och utgivet 1909 (svensk översättning 1942, som del av Filosofiska arbeten). Verket är ett försvar av den marxistiska dialektiska materialismen gentemot de som vid seklets början påstod att upptäckten av bland annat radioaktivt sönderfall förnekade materialismen.
Den österrikiske fysikern och filosofen Ernst Mach, numera känd för sin forskning men i Lenins ögon företrädare för empiriokriticismen, avfärdas i verket som idealistisk.